# Nuovo calvinismo
Il nuovo calvinismo è un nuovo movimento religioso che reinterpreta la teologia calvinista alla luce della cultura degli Stati Uniti d'America. Il movimento sorto negli ultimi decenni del XX secolo e nei primi decenni del XXI secolo per raggiungere diverse denominazioni protestanti americane, diffondendosi in altri paesi, come Brasile, Italia e Sud Corea.
Il neocalvinismo olandese de Abraham Kuyper non deve essere confuso con il nuovo calvinismo americano contemporaneo.

## Caratteristiche
Il nuovo calvinismo comprende molti aspetti teologici, politici e sociali.
Teologicamente i suoi tratti distintivi sono il fatalismo, la salvezza per la Signoria (Lordship Salvation) e il subordinazionismo.
Politicamente, il movimento tende a identificarsi con la destra cristiana. Molte persone nel movimento hanno appoggiato Donald Trump e le sue politiche.
Fra i leader sono John Piper, Mark Driscoll, Matt Chandler, Al Mohler, Mark Dever, CJ Mahaney, Tim Keller, R. C. Sproul, John McArthur, Paul Washer e Wayne Grundem.
Molti aderenti lo considerano un risveglio e la sua portata va ben oltre le denominazioni storicamente calviniste. Però, teologi e ricercatori sociali hanno sollevato preoccupazioni sul fatto che il movimento del Nuovo Calvinismo e la sua teologia siano associati come fonte di abusi psicologici, esclusivismo settario e culto della personalità.
In Italia c'è una piccola ma attivissima presenza di nuovi calvinisti, organizzati come battisti riformati e presbiteriani.

## Polemiche
- Alcuni leader hanno avuto problemi morali e legali.[8][9]
- Credenza più individualistica nella salvezza a spese del Vangelo.[10]
- Le dottrine non ortodosse del subordinazionismo e della salvezza per la Signoria.[11]
- Affermazione che solo la dottrina dell'espiazione penale sostitutiva è il vangelo e che "le dottrine della grazia" sono i Canoni di Dordrecht.[11][12]
- Credenza che il calvinismo non è solo una tradizione cristiana fra le altre, ma la vera dottrina di Dio.[13][14][15]
- L'ideologia politica del dominionismo.[16]
- La demonizzazione delle cause per il diritto delle donne e del femminismo in nome della “complementarità cristiana”.[17][18]
- Resistenza al rispetto delle misure di sanità pubblica per il contenimento della pandemia di Covid-19.[16][19]
- Antipentecostalesimo.[20]
- Adulterazione di libri di autori riformati del passato e persino della Bibbia per conformarsi alle dottrine del nuovo calvinismo.[21]